# Заставе субјеката Руске Федерације
Ова је галерија 85 застава субјеката Руске Федерације пореданих по азбучном редоследу.

## Руске републике
- Застава Адигеје
- Застава Алтаја
- Застава Башкортостана
- Застава Бурјатије
- Застава Дагестана
- Застава Ингушетије
- Застава Јакутије
- Застава Кабардино-Балкарије
- Застава Калмикије
- Застава Карачајево-Черкезије
- Застава Карелије
- Застава Комије
- Застава Крима
- Застава Мариј Ела
- Застава Мордовија
- Застава Северне Осетије-Аланије
- Застава Татарстана
- Застава Туве
- Застава Удмуртије
- Застава Хакасије
- Застава Чеченије
- Застава Чувашије

## Руске покрајине
- Застава Алтајске Покрајине
- Застава Забајкалске Покрајине
- Застава Камчатске Покрајине
- Застава Краснодарске Покрајине
- Застава Краснојарске Покрајине
- Застава Пермске Покрајине
- Застава Приморске Покрајине
- Застава Ставропољске Покрајине
- Застава Хабаровска Покрајина

## Руске области
- Застава Амурске области
- Застава Архангелске области
- Застава Астраханске области
- Застава Белгородске области
- Застава Брјанске области
- Застава Владимирске области
- Застава Волгоградске области
- Застава Вологодске области
- Застава Вороњешке области
- Застава Ивановске области
- Застава Иркутске области
- Застава Јарославске области
- Застава Калињинградске области
- Застава Калушке области
- Застава Кемеровске области
- Застава Кировске области
- Застава Костромске области
- Застава Курганске области
- Застава Курске области
- Застава Лењинградске области
- Застава Липецке области
- Застава Магаданске области
- Застава Подмосковља
- Застава Мурманске области
- Застава Нижегородске области
- Застава Новгородске области
- Застава Новосибирске области
- Застава Омске области
- Застава Оренбуршке области
- Застава Орловске области
- Застава Пензенске области
- Застава Псковске области
- Застава Рјазањске области
- Застава Ростовске области
- Застава Самарске области
- Застава Саратовске области
- Застава Сахалинске области
- Застава Свердловске области
- Застава Смоленске области
- Застава Тамбовске области
- Застава Тверске области
- Застава Тјуменске области
- Застава Томске области
- Застава Тулске области
- Застава Уљановске области
- Застава Чељабинске области

## Руски федерални градови
- Застава Москве
- Застава Санкт Петербурга
- Застава Севастопољa

## Руске аутономне области
- Застава Јеврејске аутономне области

## Аутономни окрузи Русије
- Застава Јамалије
- Застава Ненеције
- Застава Хантије-Мансије
- Застава Чукотке